# Bitche
Bitche eller på tyska Bitsch är en stad och kommun i departementet Moselle i regionen Grand Est (tidigare regionen Lorraine) i nordöstra Frankrike. Kommunen ligger i kantonen Bitche som tillhör arrondissementet Sarreguemines. År 2022 hade Bitche 4 899 invånare.

## Befolkningsutveckling
Antalet invånare i kommunen Bitche
| Referens: INSEE |

## Bildgalleri

Bitche
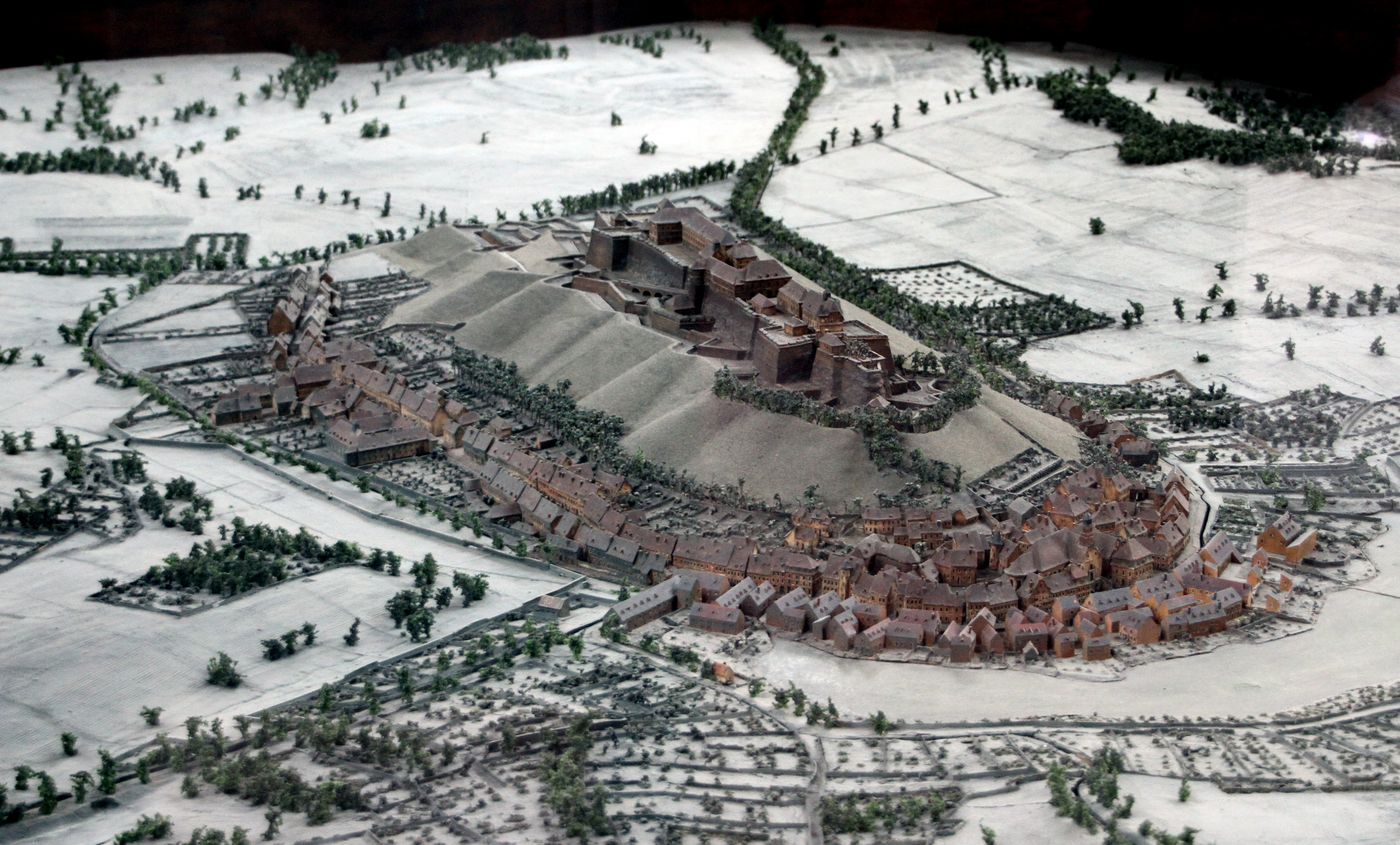
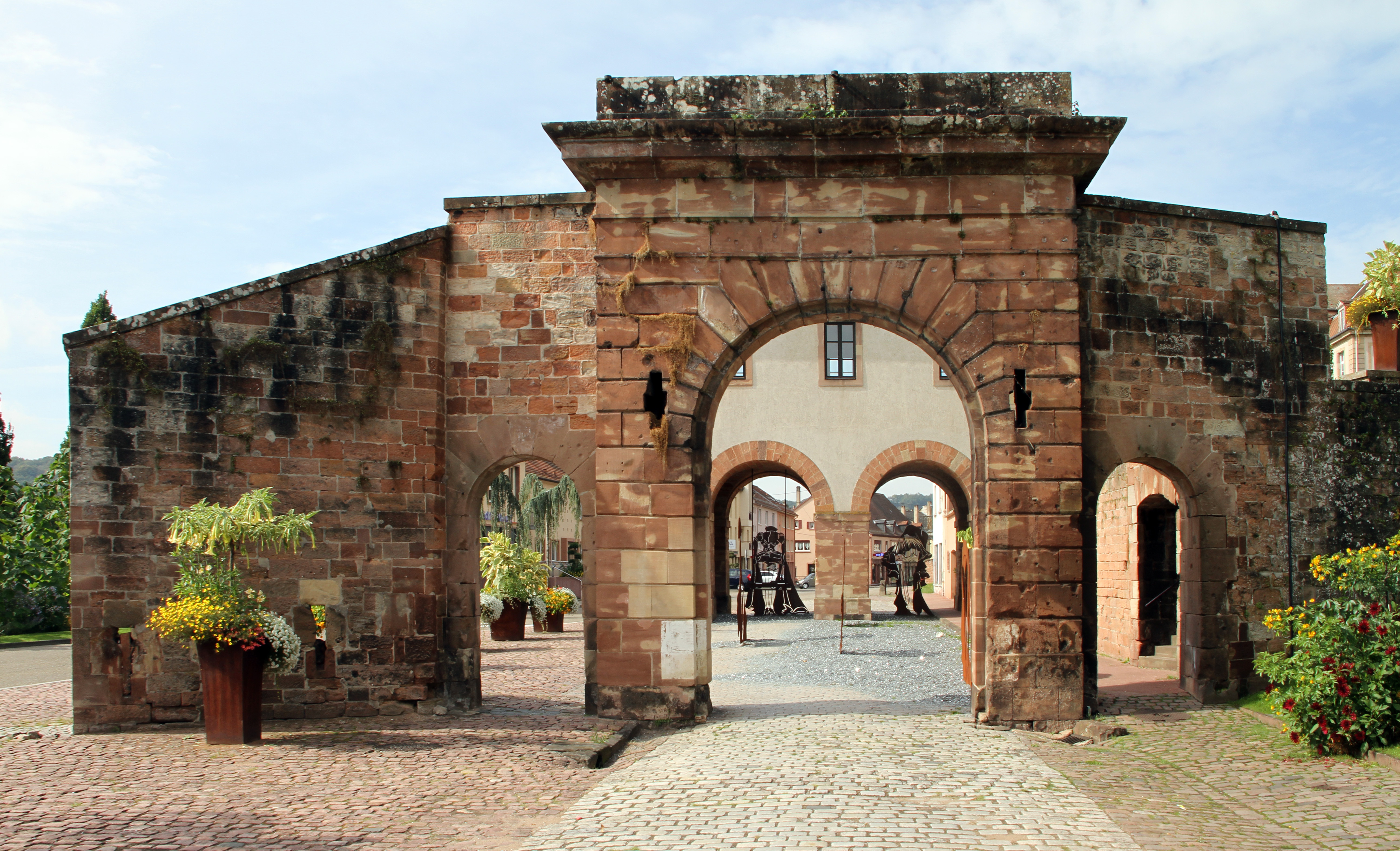
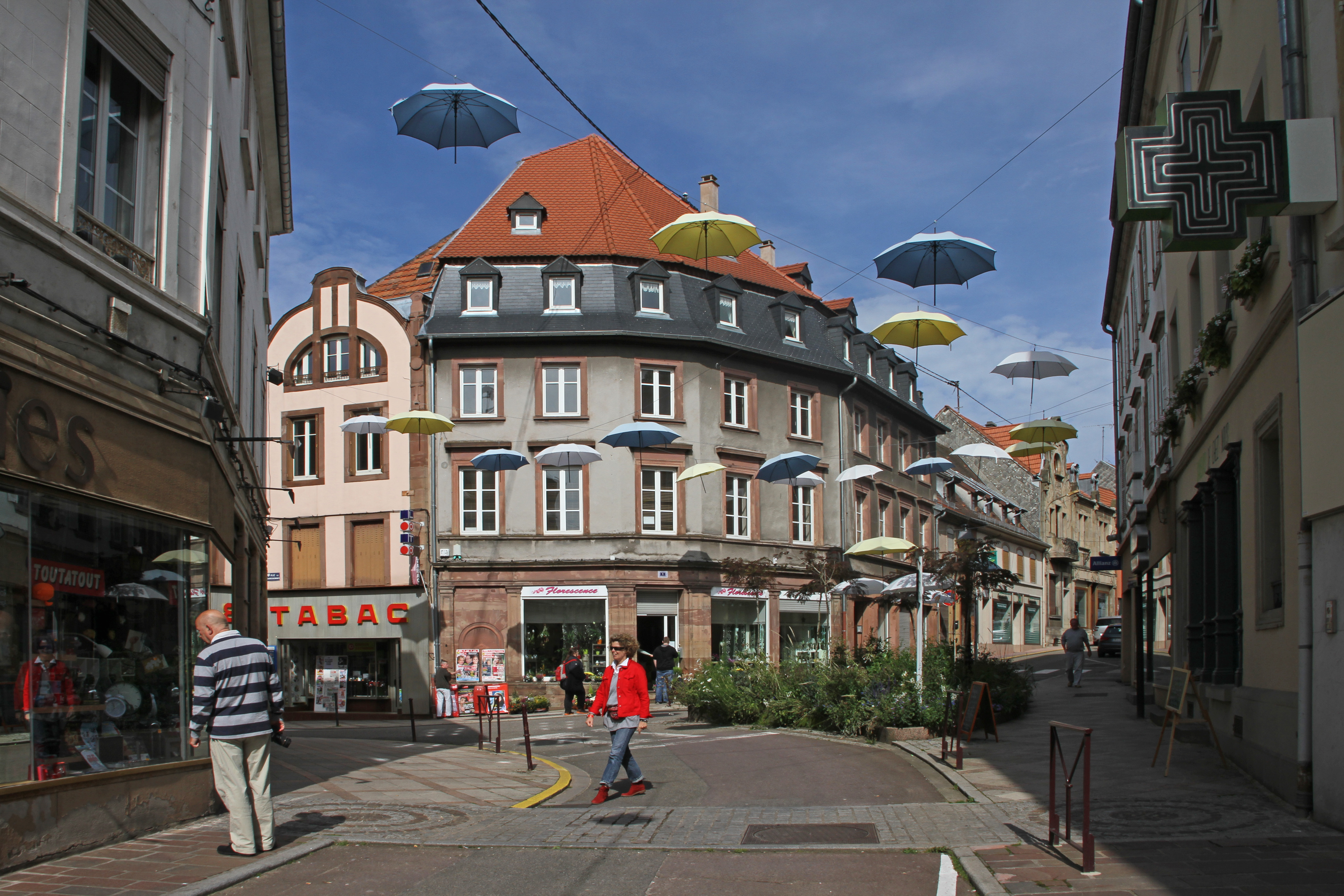
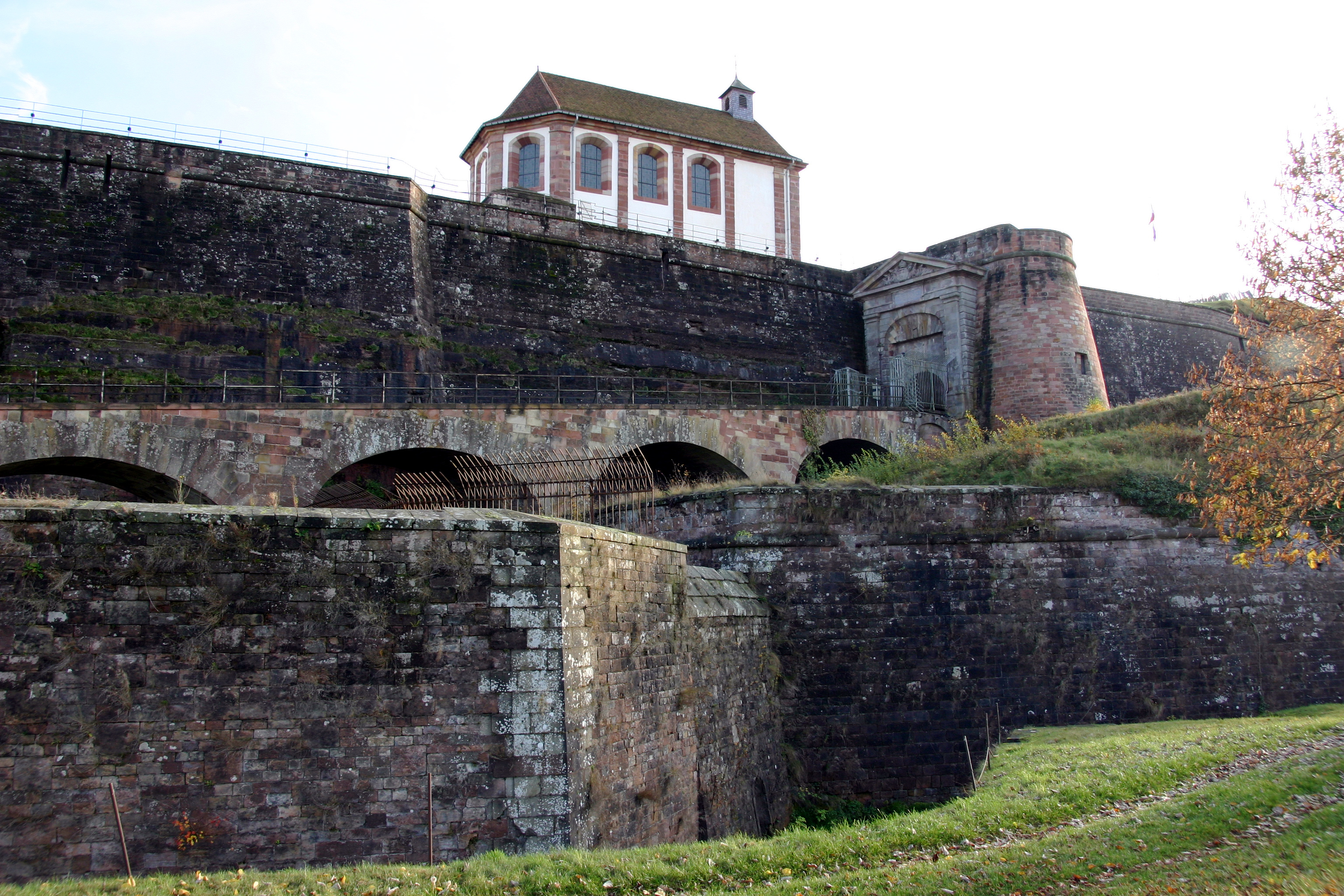
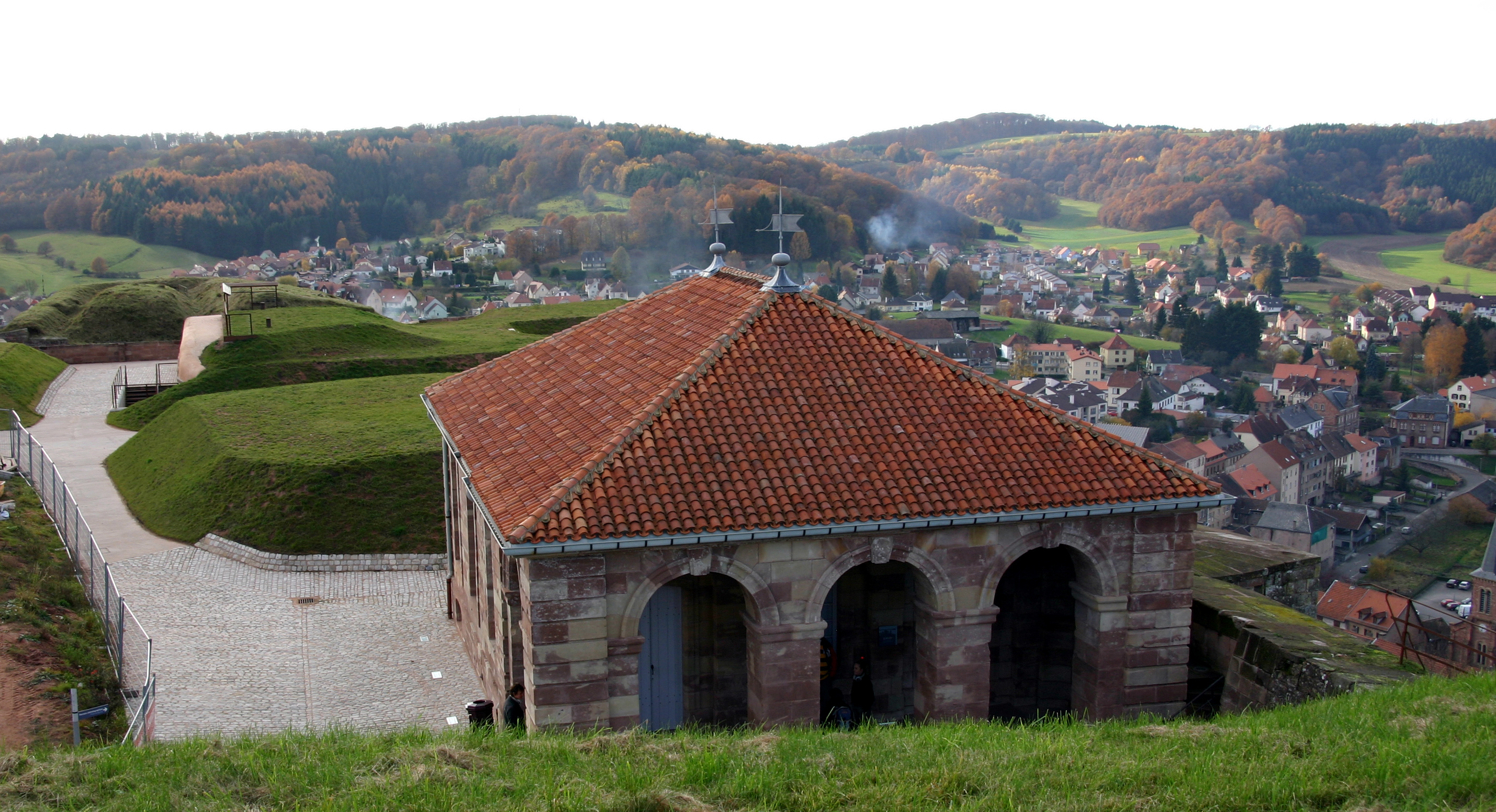
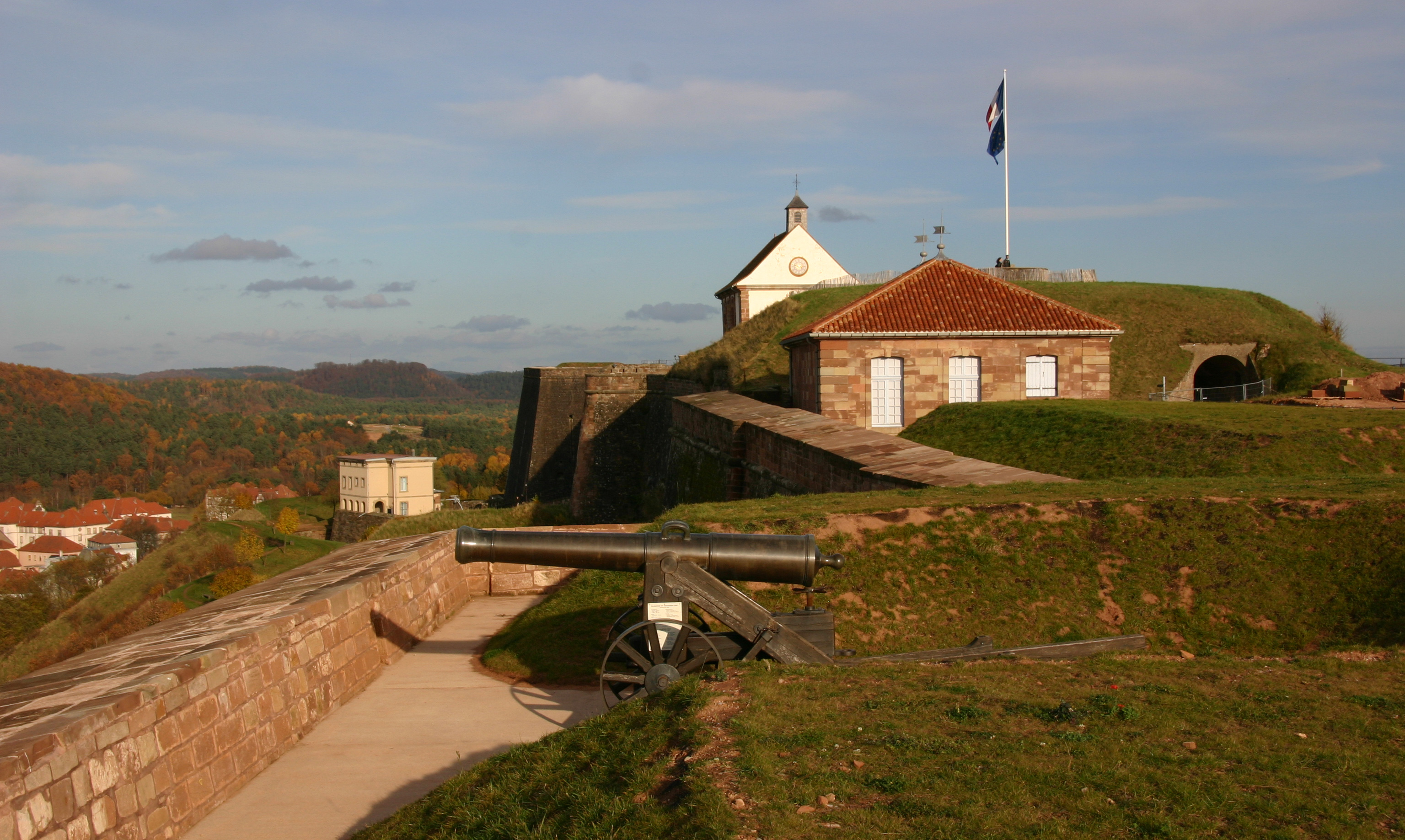
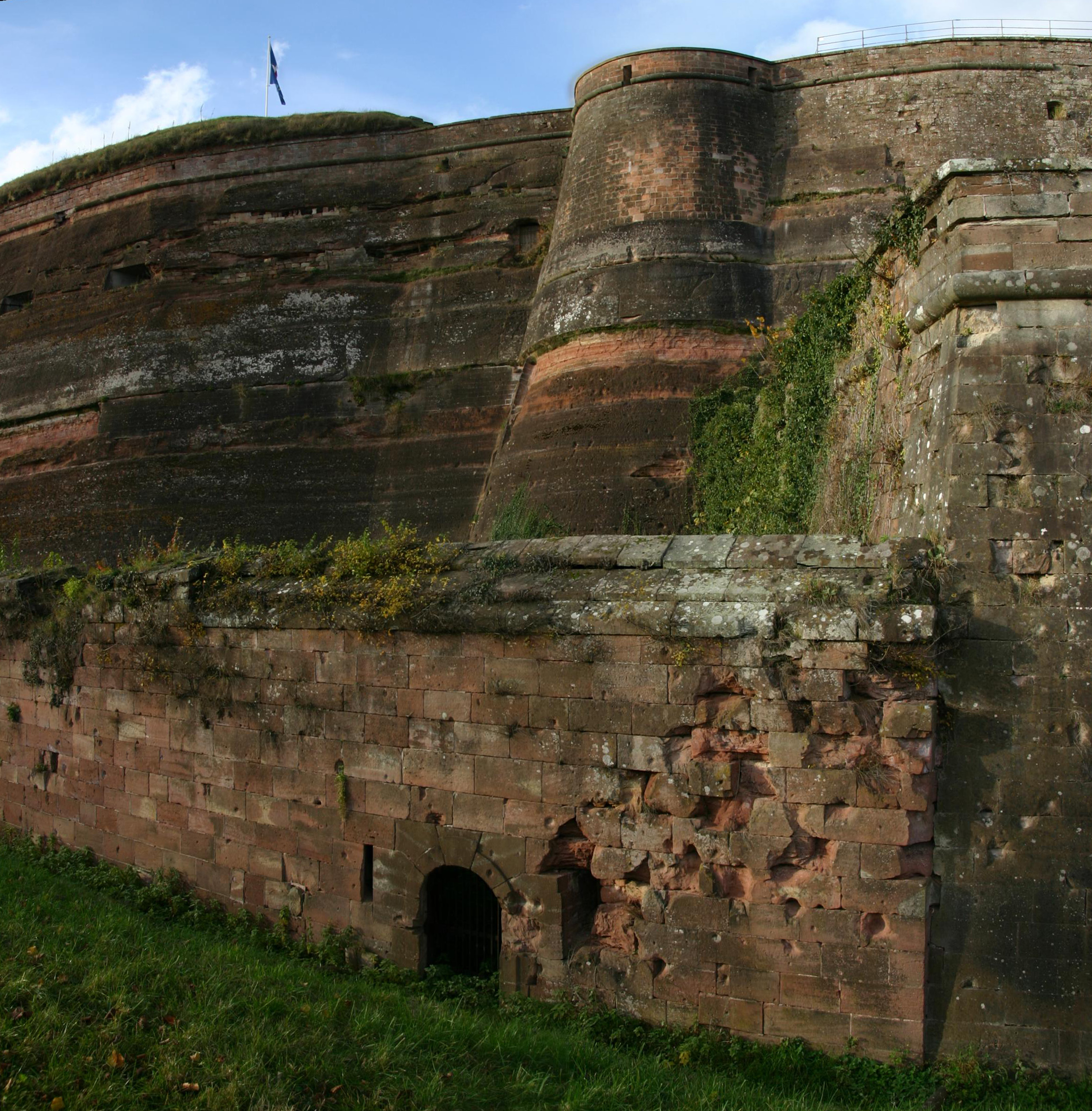
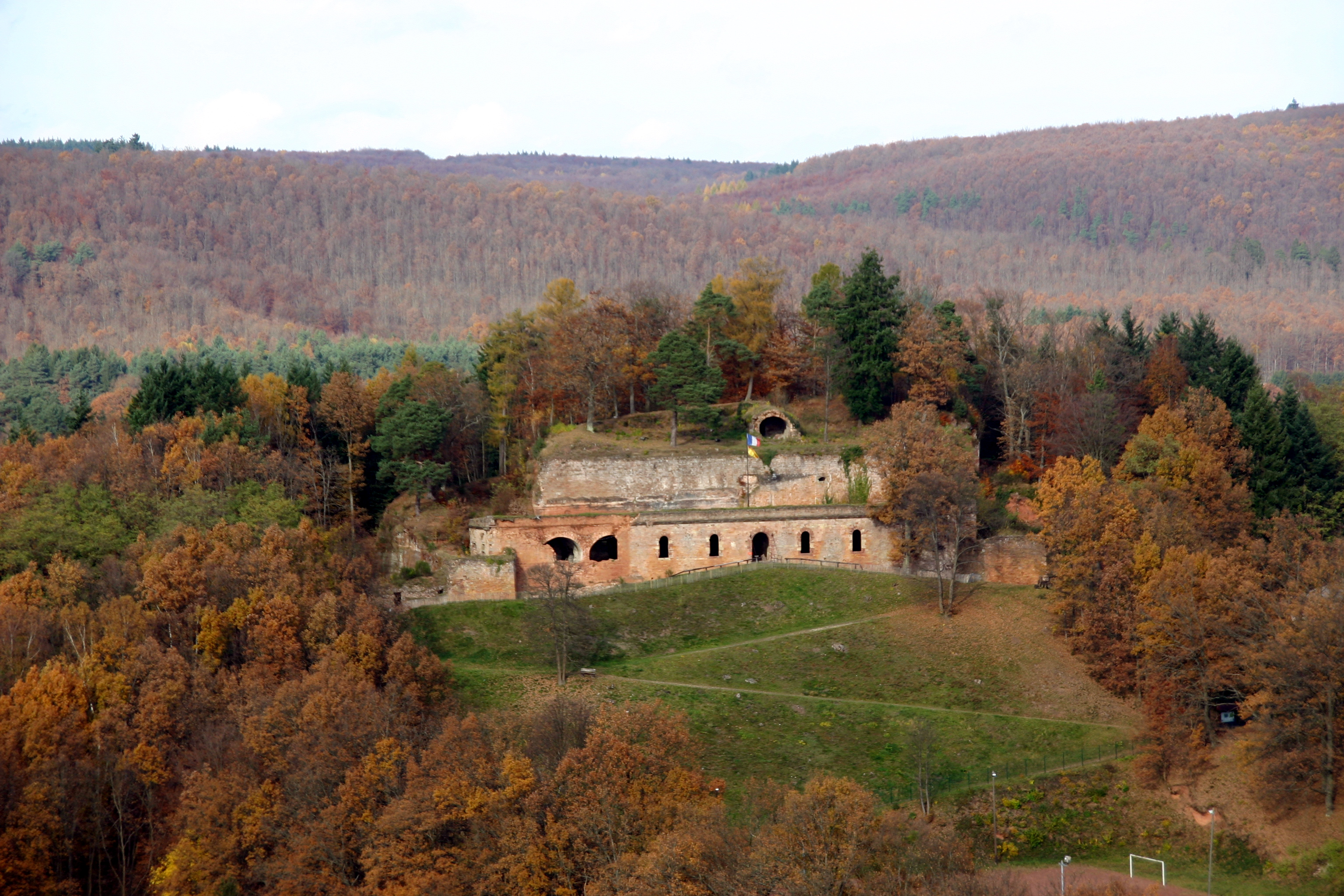
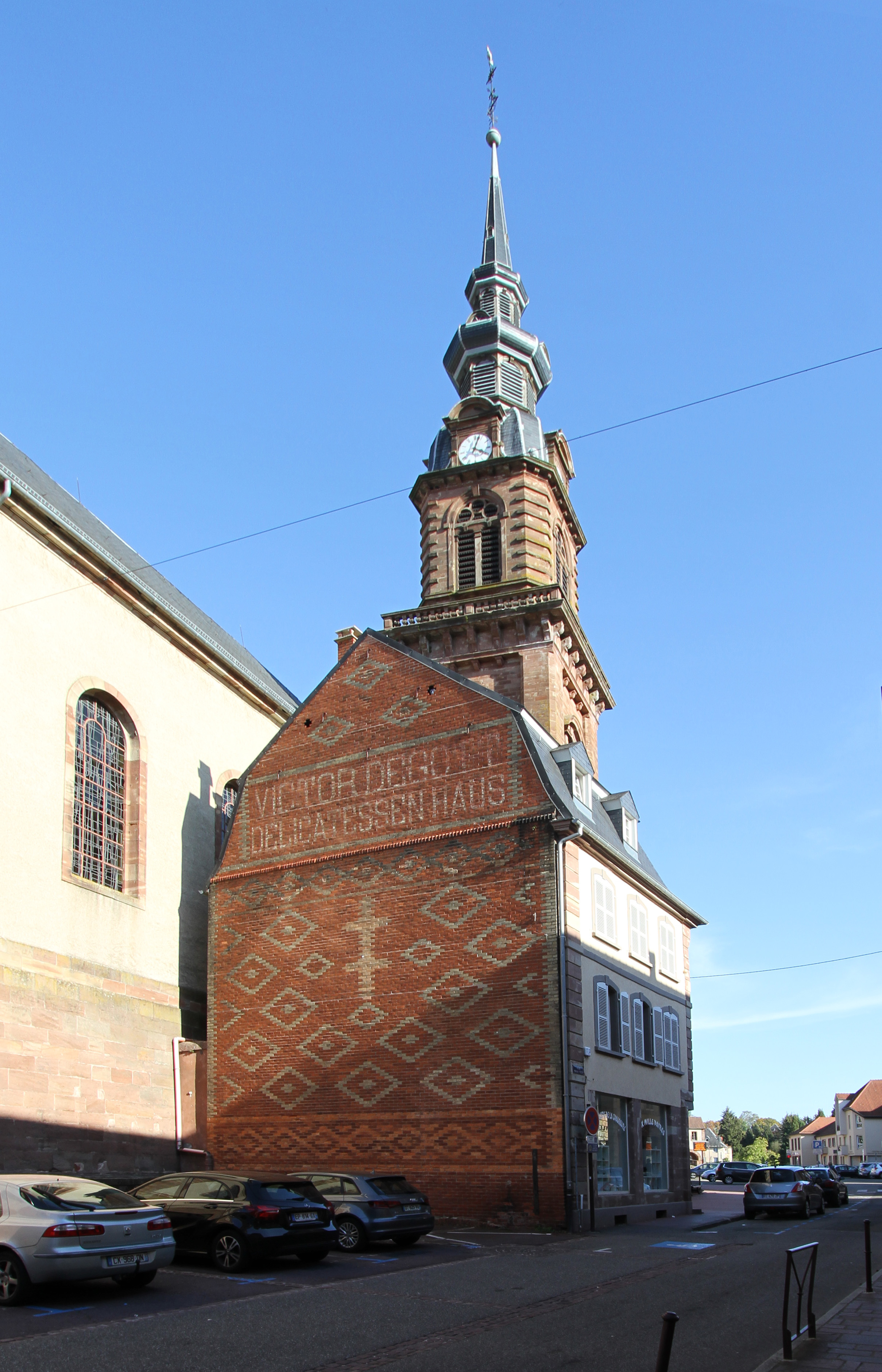
St. Catherine
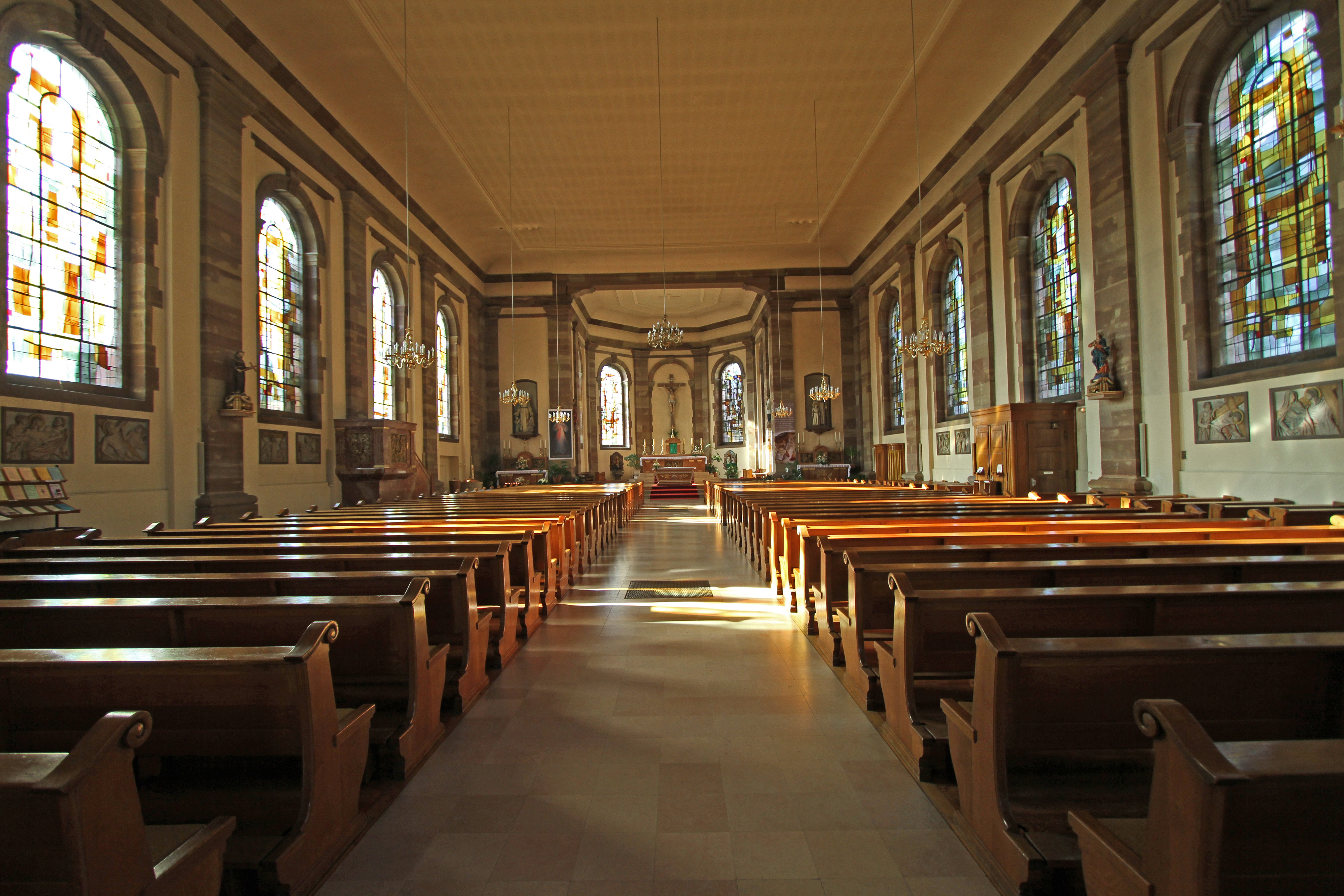
St. Catherine